# Opera di Carità dei Cappellani del Duomo

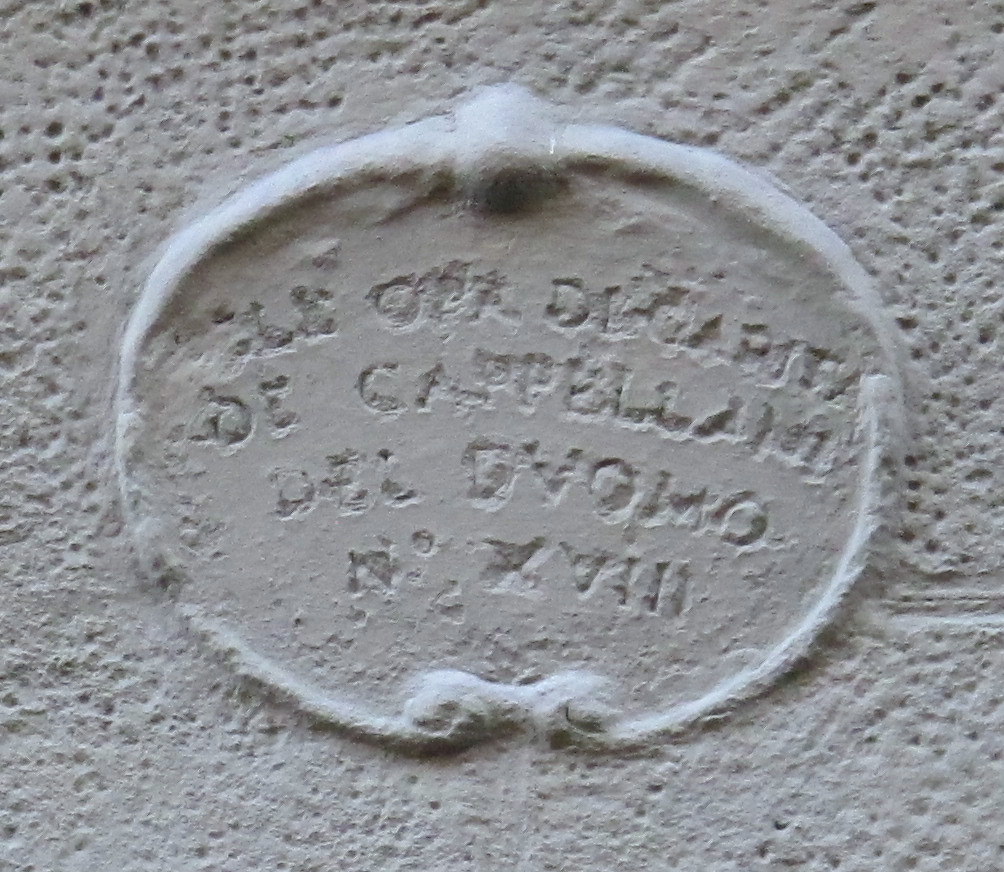
Pietrino dell'Opera di Carità dei Cappellani del Duomo

L'Opera di Carità dei Cappellani del Duomo è stata un'istituzione benefica di Firenze.

## Storia
Come annotò Francesco Bigazzi (1886): "Nel 1487 fu istituita in Firenze una Congregazione di Sacerdoti, la quale fu chiamata Opera di Carità allo scopo di sovvenire tutti quei Cappellani del Duomo quando essendo infermi si trovassero in tale miseria da non potersi curare secondo che richiedeva la loro malattia. Coll'andar del tempo quest'Opera di Carità accrebbe il suo patrimonio non solo per i sacerdoti, che volontariamente vi si erano ascritti, ma più ancora per i lasciti a suo favore di molte pie persone. Per la qual cosa tutte quelle case, sulle quali si vedono di simili memorie, stanno queste a dimostrare i lasciti di benefattori, che vennero ad aumentare il capitale di quest'aggregazione che si chiamò, come ho detto, Opera di Carità de' Cappellani del Duomo". Ancora oggi su una ventina di case del centro storico di Firenze si vedono le tabelle con iscrizione che si riferisce a questa istituzione.
Sulla stessa Opera si vedano anche le note di Luigi Passerini (1853), accompagnate da un severo giudizio sugli statuti e sull'attività dell'istituto.
L'istituto venne soppresso con la riforma degli istituti religiosi del Regno d'Italia. Il fondo archivistico dell'Opera di Carità si trova nell'Archivio dei canonici di Santa Maria del Fiore.